# Prionosciadium watsonii
Prionosciadium watsonii là một loài thực vật có hoa trong họ Hoa tán. Loài này được J.M. Coult. & Rose miêu tả khoa học đầu tiên năm 1890.